# Aranyfarkú zafírkolibri
Az aranyfarkú zafírkolibri (Chrysuronia oenone) a madarak osztályának sarlósfecske-alakúak (Apodiformes) rendjébe és a kolibrifélék (Trochilidae) családjába tartozó faj.

## Rendszerezése
A fajt René Primevère Lesson francia ornitológus írta le 1832-ben, az Ornismya nembe  Ornismya oenone néven.

## Alfajai
- Chrysuronia oenone josephinae (Bourcier & Mulsant, 1848)
- Chrysuronia oenone oenone (Lesson, 1832)[2]

## Előfordulása
Bolívia, Brazília, Ecuador, Kolumbia, Peru, Trinidad és Tobago, valamint Venezuela területén honos. Természetes élőhelyei a szubtrópusi vagy trópusi száraz erdők, síkvidéki és hegyi esőerdők, valamint másodlagos erdők, ültetvények, vidéki kertek és városi környezet.

## Megjelenése
Testhossza 10 centiméter, testtömege 4-6 gramm.

## Természetvédelmi helyzete
Az elterjedési területe rendkívül nagy, egyedszáma pedig stabil. A Természetvédelmi Világszövetség Vörös listáján nem fenyegetett fajként szerepel.